# Deul (Architektur)

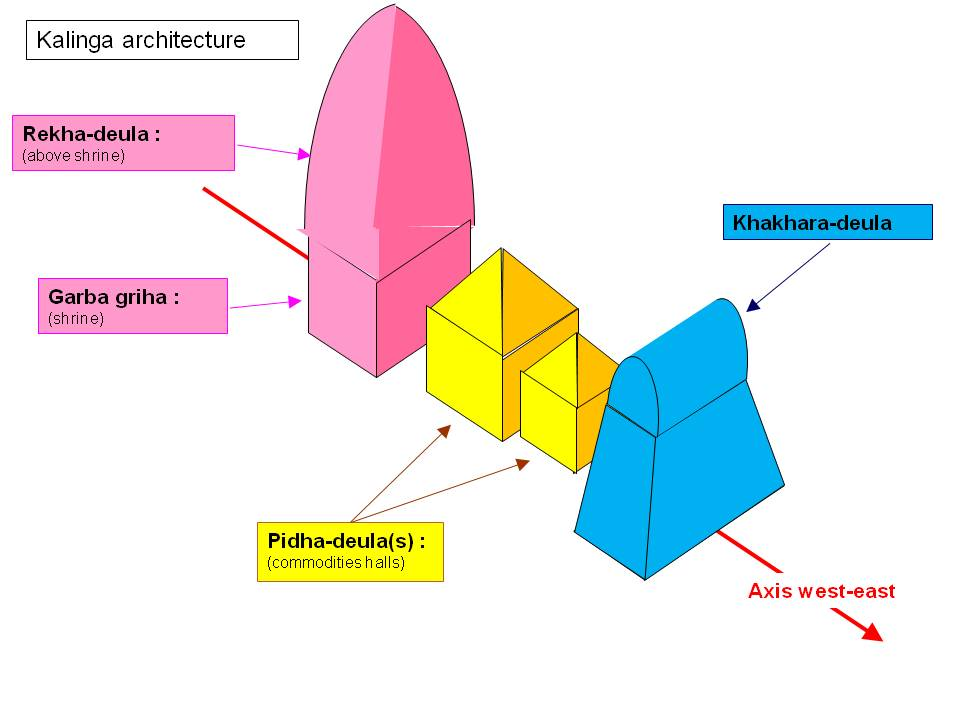
Verschiedene Deul-Typen in der Kalinga-Architektur

Mit dem Begriff Deul oder Deula werden hinduistische Tempeltürme oder Tempeldächer (oft auch ganze Tempel ohne weitere Anbauten) in den ostindischen Bundesstaaten Odisha und Westbengalen bezeichnet; aber auch in einigen Tempeln der Himalaya-Region kommen derartige Formen vor (z. B. in Devprayag). Das Wort stammt aus der Regionalsprache Oriya.

## Architektur
Es ist im Wesentlichen zwischen drei Turm- bzw. Dachformen zu unterscheiden, von denen die beiden letztgenannten eher selten gebräuchlich sind:
- Rekha-Deul: Diese Turmform gleicht in vieler Hinsicht einem Shikhara-Turm; sie unterscheidet sich jedoch durch die nahezu senkrechte Linienführung im unteren Teil beim Deul bzw. die leicht gekrümmte Linienführung beim Shikhara.
- Pitha-Deul: Diese Dachform bezeichnet einen abgestuften, insgesamt jedoch pyramidenförmigen Dachaufbau über einer Vorhalle (jagamohana) mit quadratischem Grundriss.
- Khakhara Deul: Diese Dachform erhebt sich über einem Tempel oder über einer Cella (garbhagriha) mit querrechteckigem Grundriss; das Dach endet in einem hausähnlichen Aufsatz.

## Beispiele

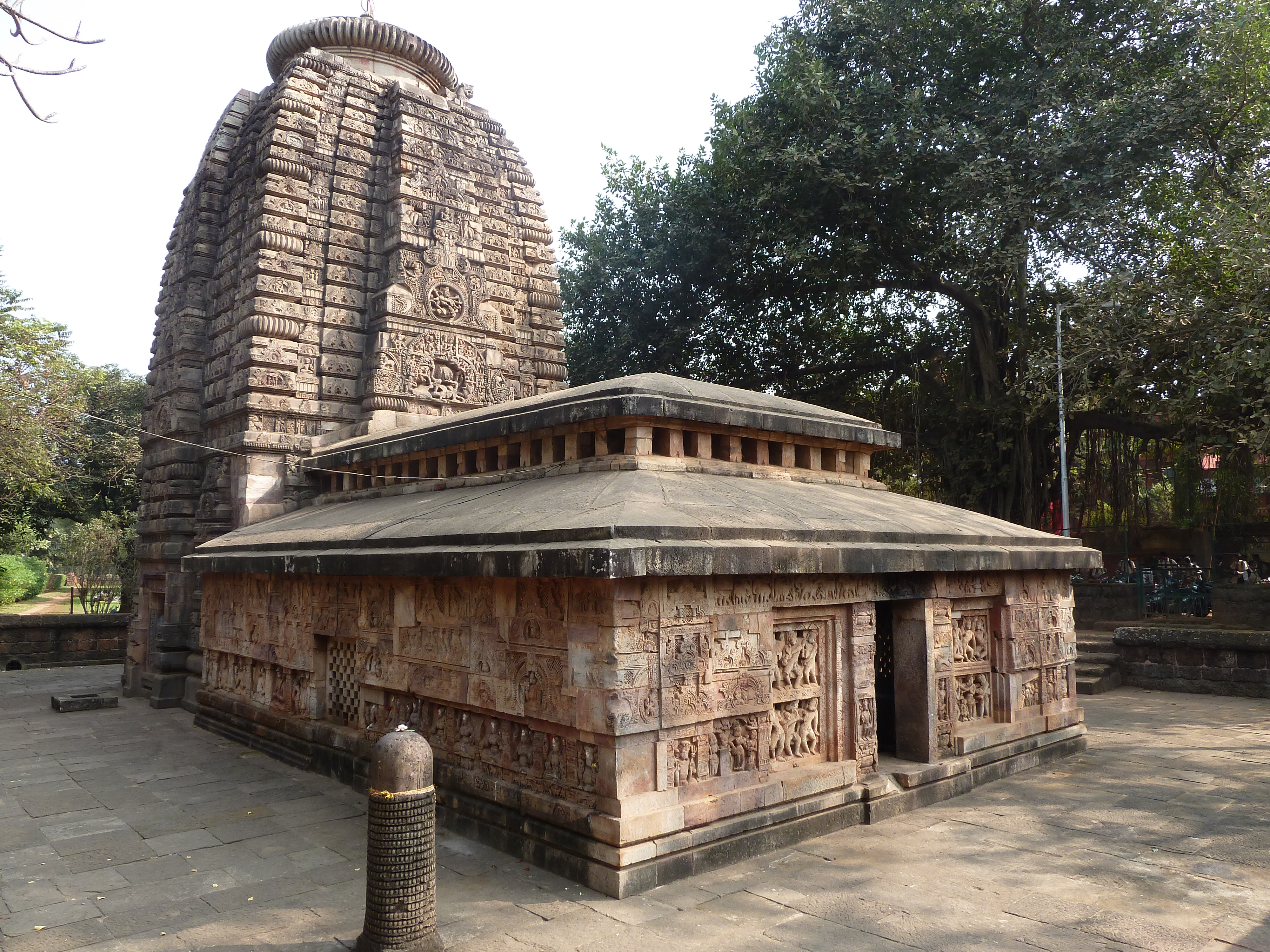
Parasuramesvara-Tempel, Bhubaneswar (7. Jh.)
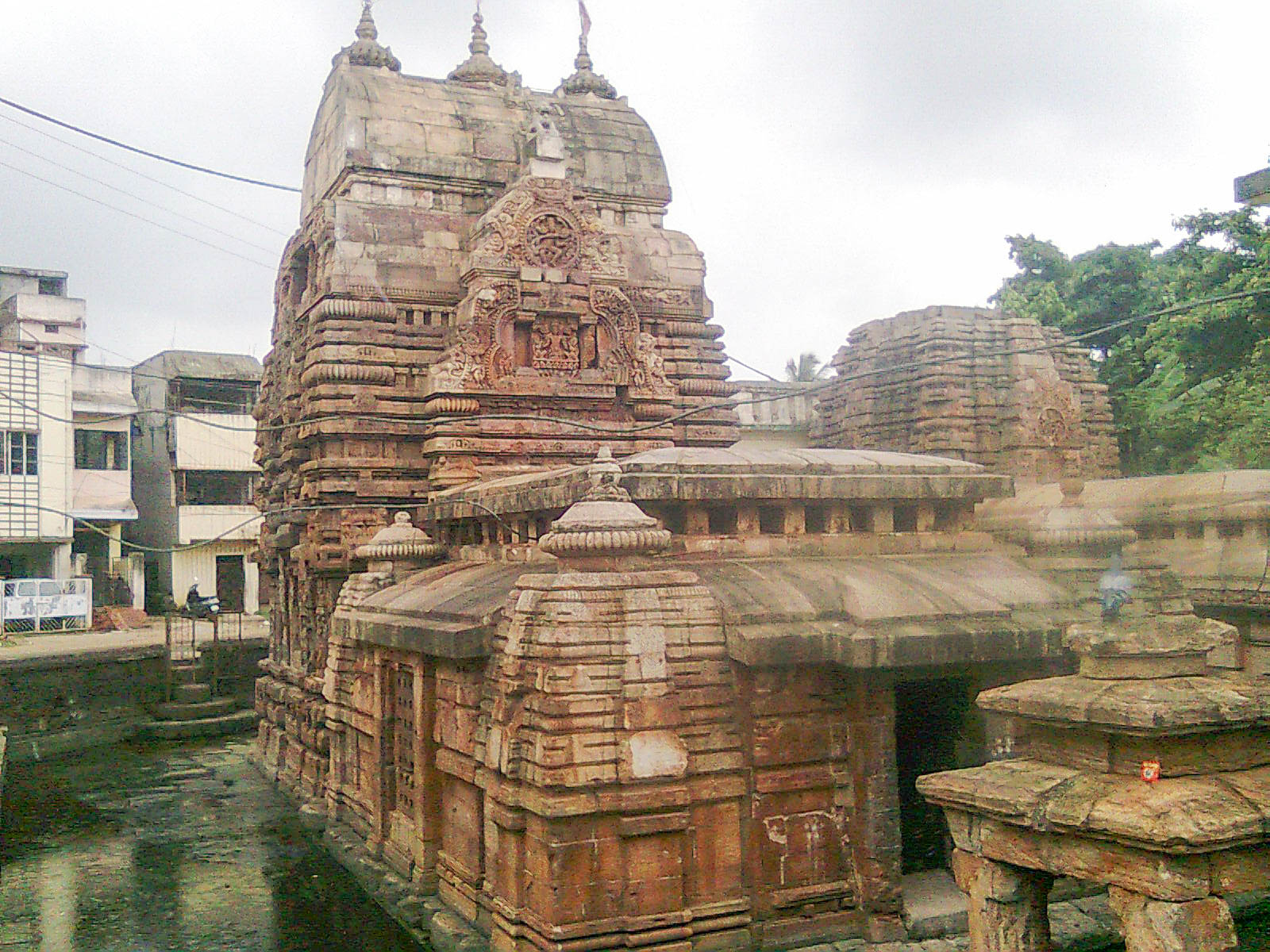
Vaital Deul-Tempel, Bhubaneswar (8. Jh.)
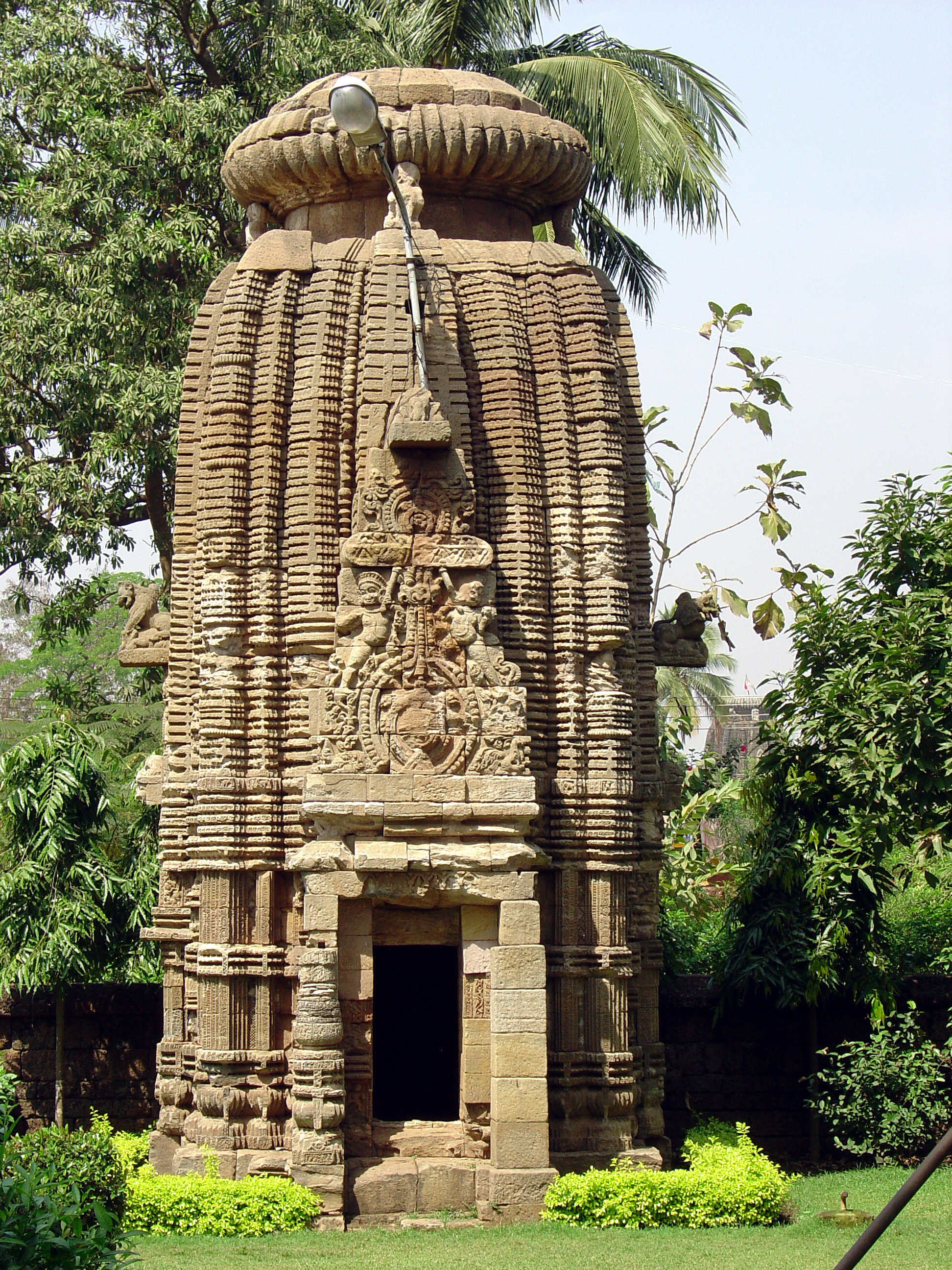
Chitrakarini Temple, Bhubaneswar (13. Jh.)
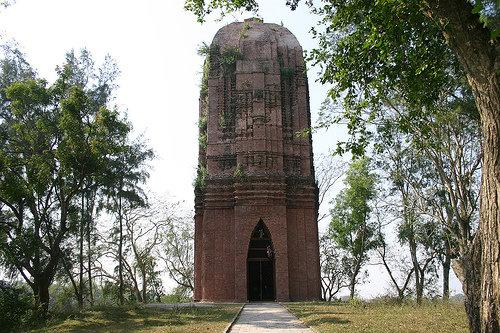
Jatar-Deul, Westbengalen (?)
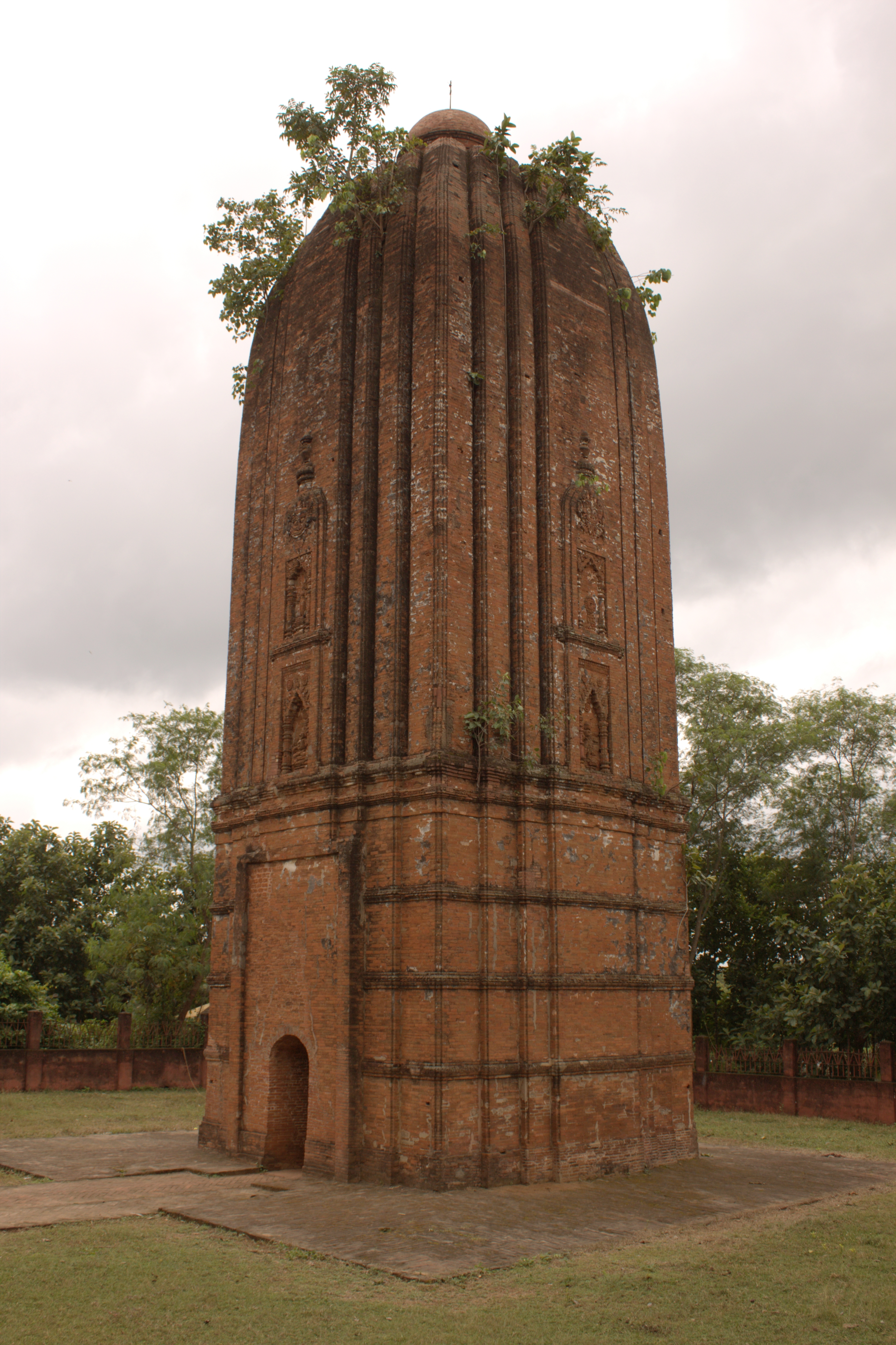
Ichai-Ghosh-Tempel, Westbengalen (?)